# Бруно Сена
Бруно Сена Лали (порт. Bruno Senna Lalli; рођен 15. октобра 1983. године у Сао Паулу) је пензионисани бразилски мото спорт возач и сестрић троструког шампиона света Формуле 1 Аиртона Сене. Његова мајка Вивијан је Аиртонова сестра. Отац Флавио Лали је погинуо у мотоциклистичком судару 1995. године.
2010. године је возио у Формули 1 као члан тима, Кампос гран при.

## Каријера

### Рана каријера
Кад је 1993. године напуштао Макларен, Аиртон Сена је о Бруни рекао: „Ако мислите да сам ја брз, сачекајте док не видите мог нећака Бруну.“ Бруно и Аиртон су возили картинг на свом имању, те је било јасно да је Аиртон оценио Брунин потенцијал веома високом оценом.